# Gloeocantharellus lateritius
Gloeocantharellus lateritius är en svampart som först beskrevs av Petch, och fick sitt nu gällande namn av Corner 1970. Gloeocantharellus lateritius ingår i släktet Gloeocantharellus och familjen Gomphaceae.   Inga underarter finns listade i Catalogue of Life.